# Jezupol

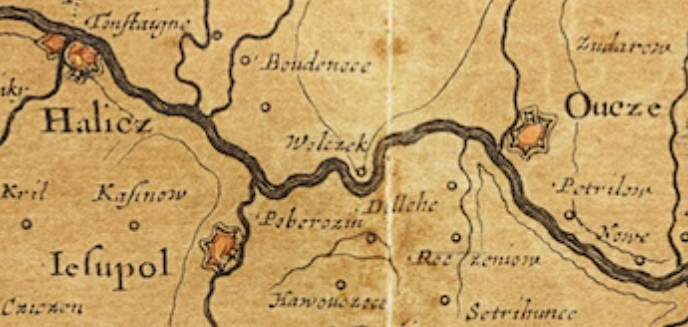
Jezupol XVII w.

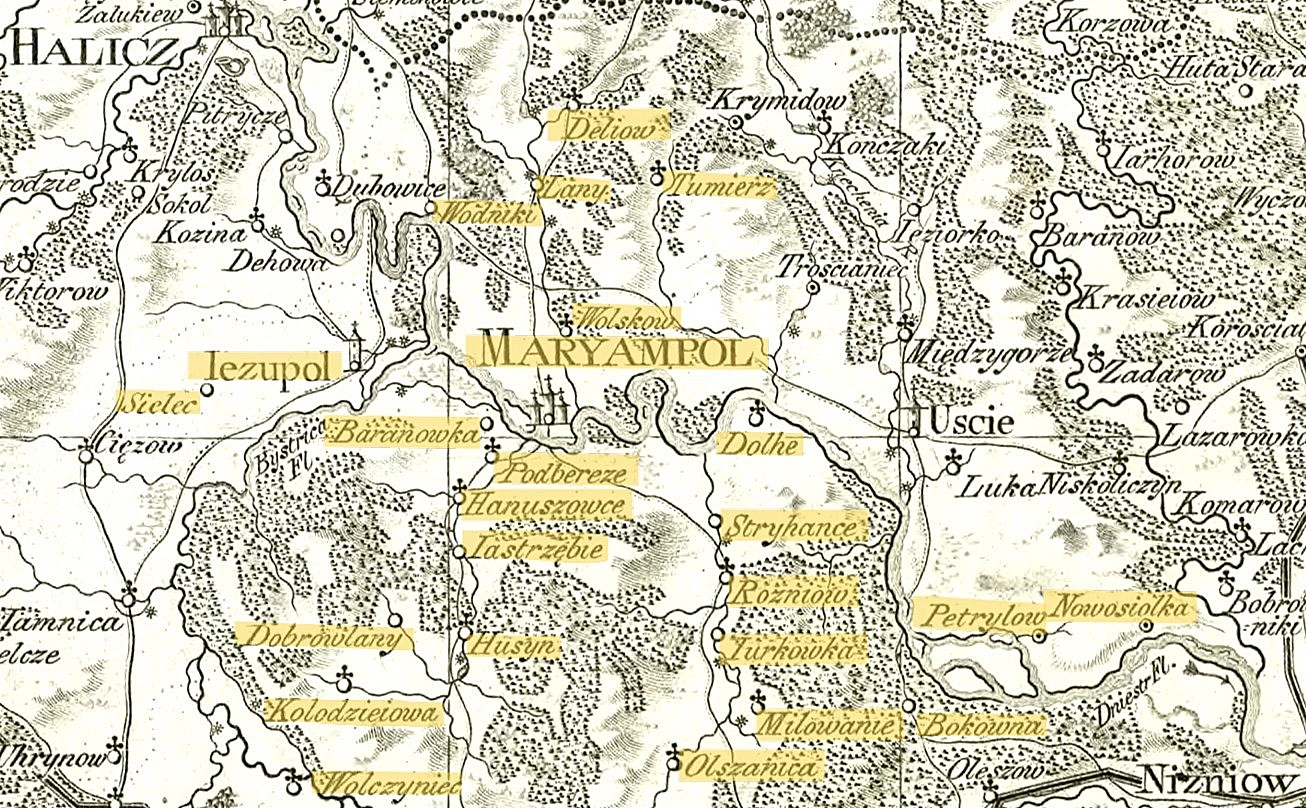
dobra mariampolskie 1824

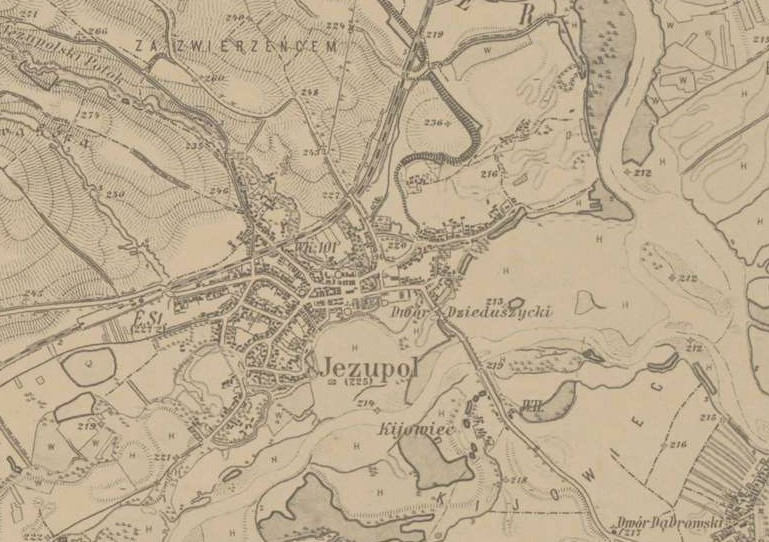
Jezupol pocz. XIX w.

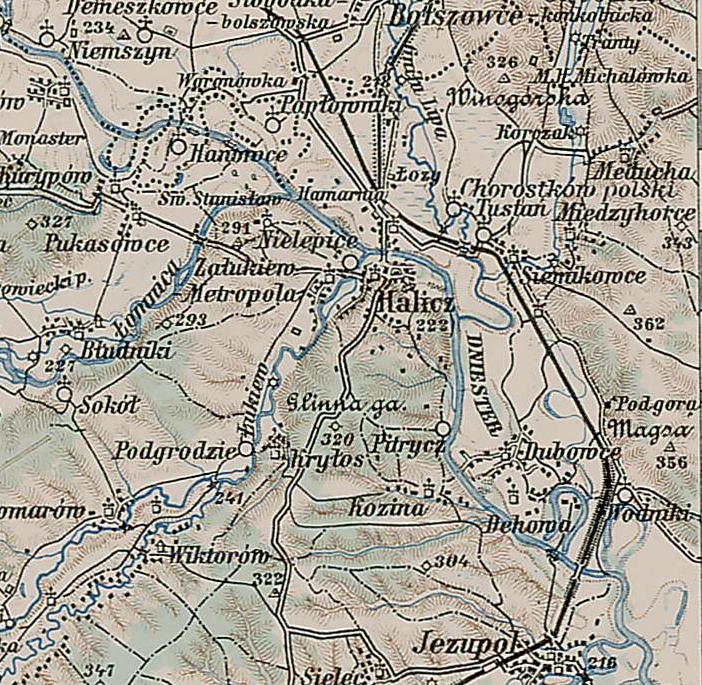
Jezupol 1889

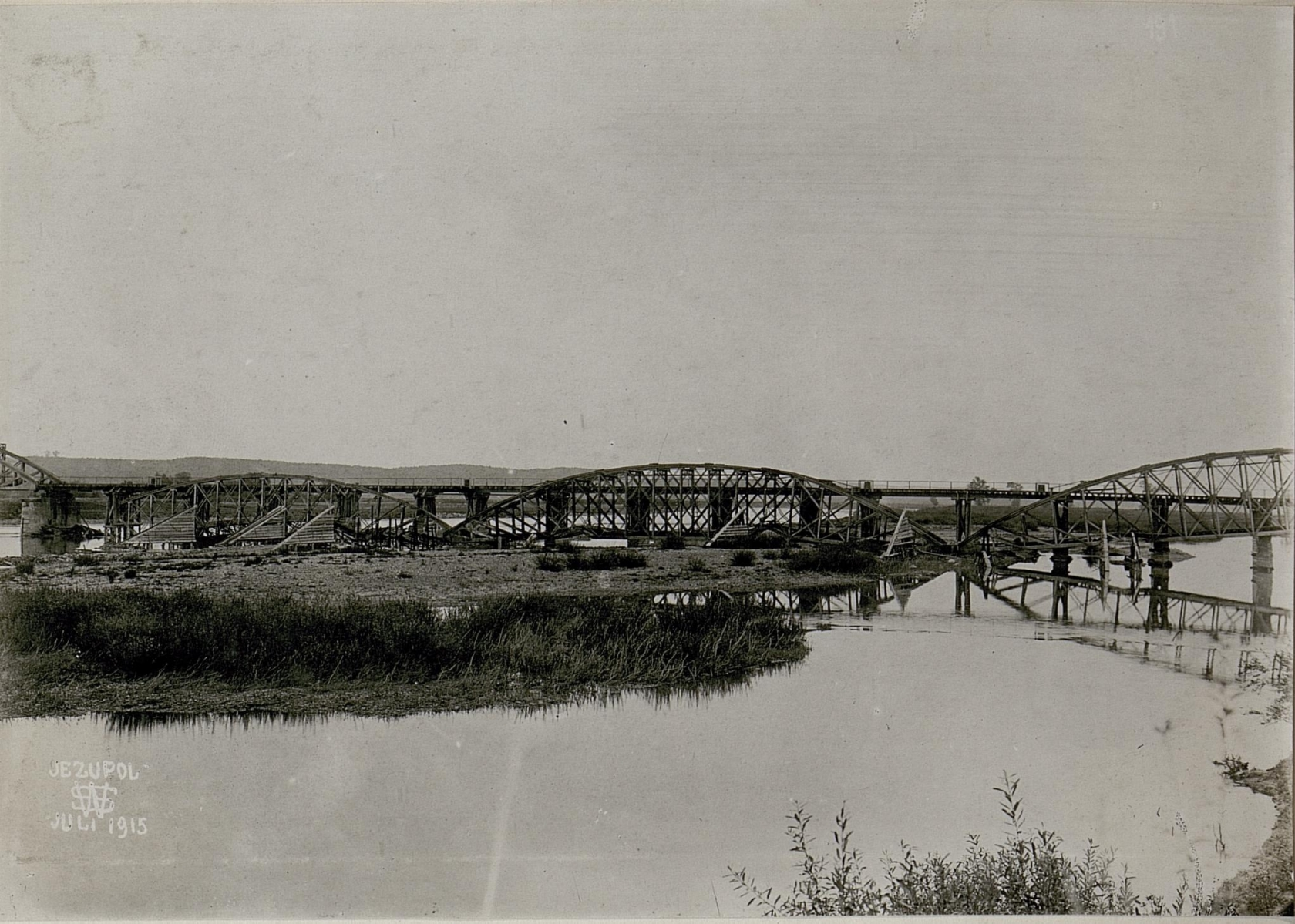
Most kolejowy na Dniestrze, Jezupol 1915

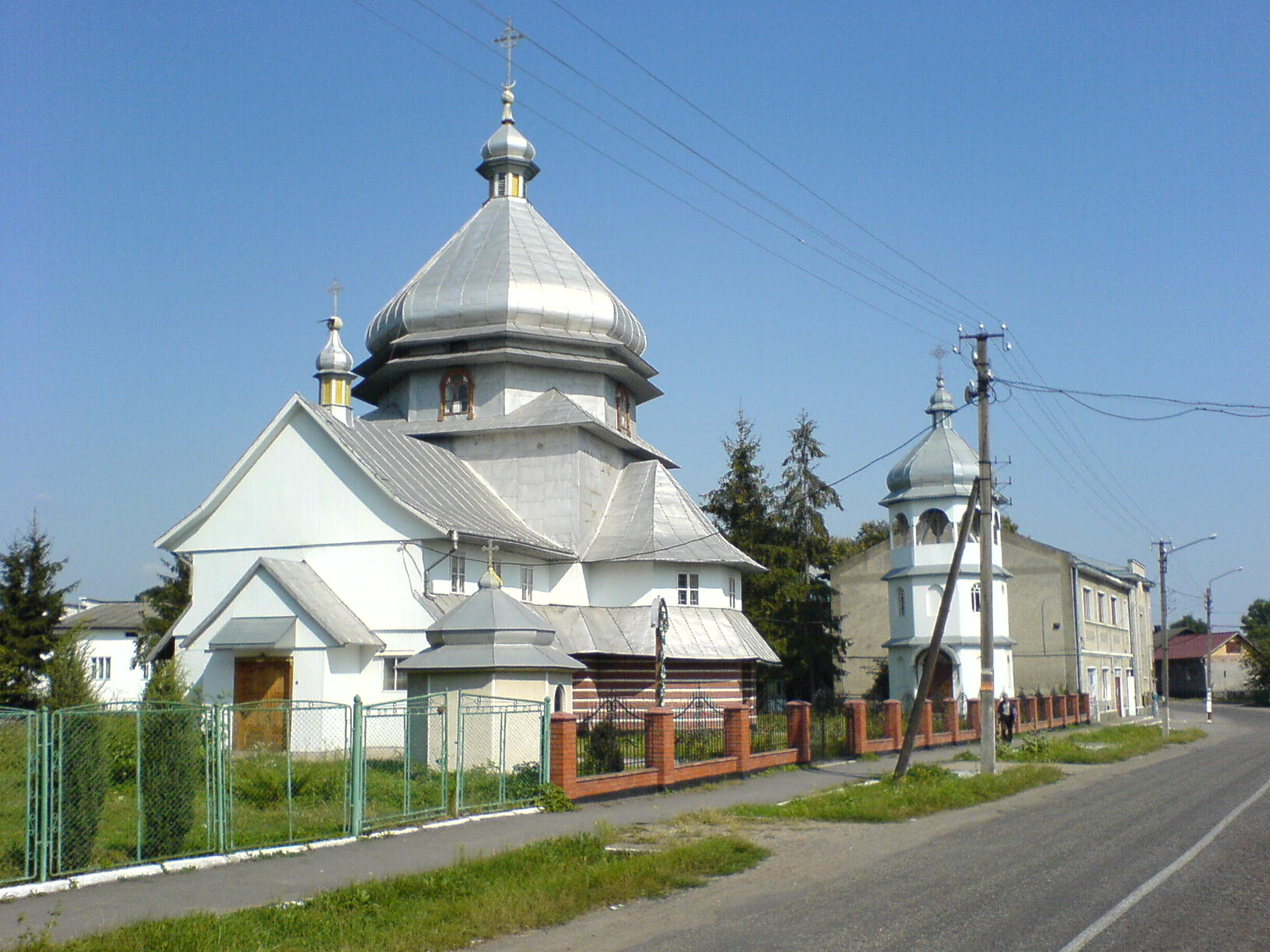
Cerkiew greckokatolicka, Jezupol 2008

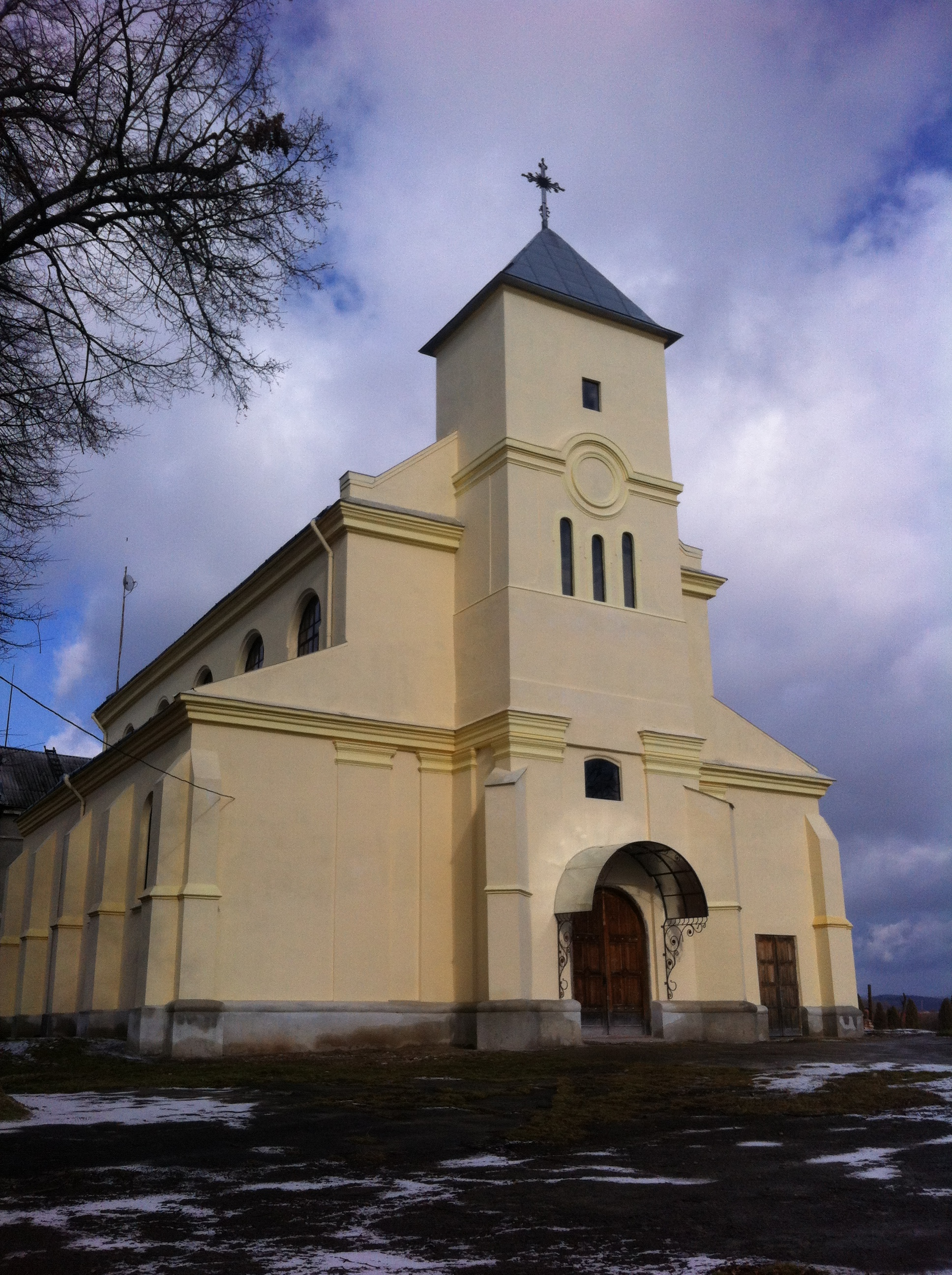
Kościół rzymskokatolicki pw. Wniebowzięcia NMP, Jezupol 2016

Jezupol (ukr. Єзупіль; w latach 1939–1991 Żowteń, ukr. Жовтень) – miasteczko (osiedle typu miejskiego) w zachodniej Ukrainie, znajduje się w obwodzie iwanofrankiwskim, w rejonie iwanofrankiwskim, w międzyrzeczu rzeki Dniestr i jej dopływu Bystrzyca. 
Miasteczko liczy sobie ok. 870 gospodarstw (3 tys. mieszkańców).
Znajduje tu się stacja kolejowa Jezupol, położona na linii Lwów – Czerniowce.

## Historia
Jezupol uznawane jest za jedną z najstarszych osad Naddniestrza Galicyjskiego. Pierwszy zapis pisemny o wsi, które wtedy nosiło nazwę pogańską Czeszybiesy (łac. villa Czeschibyeszy), datowany 7 listopada 1435 pod nr 32 „Najstarszych zapisów sądów Galicyjskich 1435–1475 roku”. Osada położona przy ważnej przeprawie przez Dniestr przynajmniej częściowo była zamieszkiwana przez Wołochów. Strategiczne położenie osady może sugerować, iż zamieszkujący w niej Wołosi byli związani z funkcjonowaniem przeprawy przez Dniestr. W tym miejscu szlak wołoski idący od Śniatynia rozdzielał się na dwa ramiona. Jedno ramię stanowiło jego dalszy ciąg przez Bursztyn do Lwowa, drugie ramię stanowiło złoty szlak przez Halicz w kierunku Sambora. W tamtym czasie wioska była obwarowana twierdzą z drewna i ziemi. 
Pierwszym znanym właścicielem osady Czeszybiesy był szlachcic Jan Rozumek z Kleczowa, który wraz z żoną Anną sprzedał majątek w 1435 krakowskiemu chorążemu Marcinowi z Wrocimowic, którego nieruchomości w 1437 nabył Michał Buczacki. Posiadłość Buczackich po ślubie Anny (córki Piotra, wnuczki Michała Buczackiego) przeszła na własność do Jana Kamienieckiego. 
Następnym właścicielem był Marcin Zborowski, a po jego śmierci, jego syn Krzysztof Zborowski, podczaszy koronny. Czeszybiesy z przyległościami zostały mu skonfiskowane w 1585 przez króla Stefana Batorego za zdradę stanu podczas najazdu turecko-tatarskiego i oddane we władanie Jakuba Potockiego.  

W Czeszybiesach był drewniany zamek (łac. fortalicium), w którym jego właściciel Jakub Potocki bronił się przed Tatarami. Podobnie jak okoliczne osady został spalony, a właściciel z niewielką załogą uszedł, aby bronić twierdzę w Haliczu. 20 stycznia 1591 król Zygmunt III Waza w Warszawie wydał przywilej, który potwierdził, że anulowanie banicji szlachcica Krzysztofa Zborowskiego nie oznaczało przywrócenia praw własności na Czeszybiesy od Jakuba Potockiego. Po spaleniu osady przez Tatarów wioska odrodziła się i w 1597 przyjęła nazwę chrześcijańską, polsko brzmiącą Jezupol. Według legendy, hrabia Jakub Potocki uciekając przed licznymi wojskami tatarskimi, rzucił się do rzeki Dniestr z okrzykiem Panie Jezusie daj mi pole (czyli drogę). Przepływając przez Dniestr modlił się Jezus... Maria... Udało się mu uratować i z wdzięczności Bogu, wojewoda obiecał założyć na obu brzegach rzeki Dniestr miasta. Od tamtego czasu miasteczko na prawym brzegu Dniestru nazywa się Jezupol, a na lewym brzegu Mariampol. W 1597, w miejscu spalonej świątyni, Jakub Potocki zbudował tymczasową małą drewnianą kapliczkę i założył parafię.

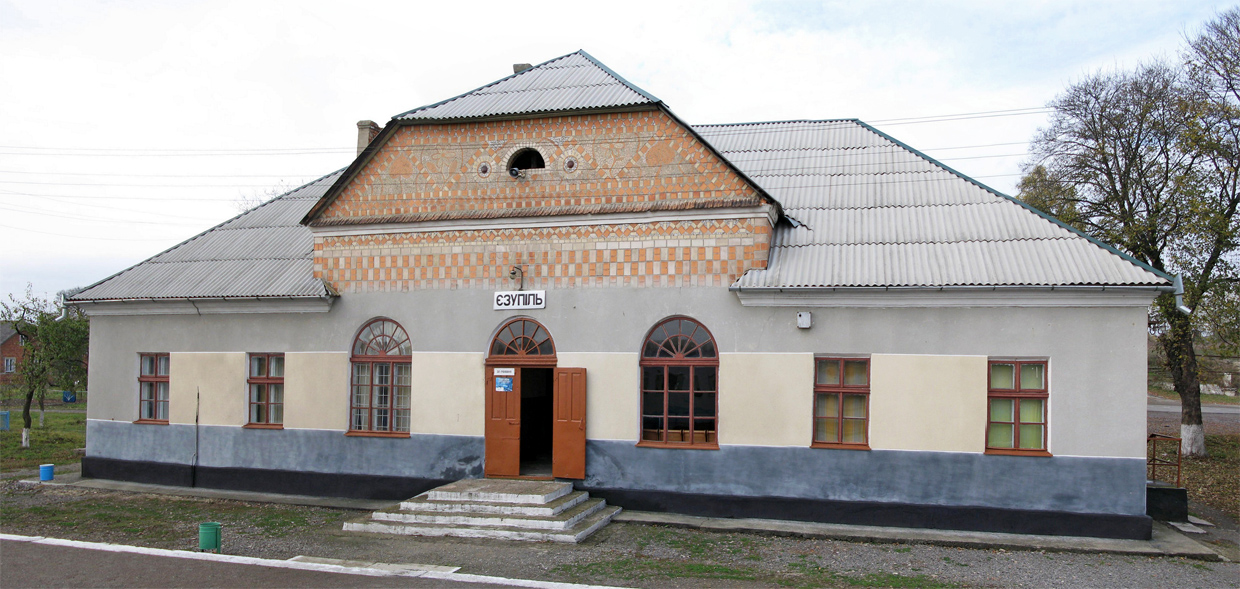
Dworzec kolejowy, Jezupol 2011

Kolejnym dziedzicem Jezupola był Mikołaj Potocki, syn Jakuba Potockiego, więc niektóre dokumenty podpisywał jako Mikołaj na Jezupolu Potocki i był potem pochowany w grobie rodzinnym w kościele dominikańskim w Jezupolu.
W 1671 Ulrich von Werdum przedstawił następujący opis miasteczka: Miasto znajduje się na Pokuciu. Należy do generała ziem podolskich Mikołaja Potockiego, a przed 1671 należał do jego brata – pisarza koronnego Jakuba Potockiego. W pobliżu Jezupola jest zamek z kamienia; Klasztor Dominikanów z dobrze zbudowanym kościołem murowanym, otoczony rowem obronnym. Miasto otoczone wałami i fosą z małymi bastionami. W mieście i przedmieściu są trzy ruskie cerkwi. Miasto zbudowane przeważnie z drewnianych domów.
19 września 1676 miasto zostało zdobyte przez wojsko turecko-tatarskie w czasie wojny polsko-tureckiej z 1672–1676.
Później, w XVI–XVII wieku został zbudowany zamek. Teraz w jego miejscu znajduje się dawny kościół dominikański. Istnieją dowody na to, że był także obronny klasztor dominikanów, założony przez dziedzica Jakuba Potockiego, gdzie został pochowany. W budowie zamku z kamienia (na miejscu zamku z drewna) oraz kościoła prawdopodobnie uczestniczył lwowski architekt Paweł Rzymianin. Dopiero w 1843 ukończono budowę kościoła. Kościół został nazwany na cześć Wniebowzięcia Najświętszej Marii Panny (ukr. Костел Внебовзяття Пресвятої Діви Марії).
Miasto położone w ziemi halickiej województwa ruskiego, należało do klucza marjampolskiego księżnej Anny Jabłonowskiej.  
Od 1772 Jezupol leży w obszarze zaboru austriackiego. W latach 1867–1918 miasto należało do powiatu stanisławowskiego. W tym czasie miasto miało swoją własną pieczęć ze złożonymi symbolami: głowa byka, pod którą pług na kółkach, po obu stronach pługa – siekiera i bijak, a poniżej – skrzyżowane grabie i kosa. W czasach zaborów do miasta dotarła kolej i otworzono stację kolejową. 
Podczas I wojny światowej zniszczony został kościół, ale w latach 1920–1923 został ponownie przebudowany i poświęcony. Tysiąc pięciuset parafian zgromadziło środki na szybką budowę nowej świątyni.
W II Rzeczypospolitej miejscowość była siedzibą gminy wiejskiej Jezupol w powiecie stanisławowskim województwa stanisławowskiego. Ustawą z 3 grudnia 1920 zjednoczono administracyjny ustrój Galicji z tym wprowadzonym w byłym zaborze rosyjskim, tworząc 23 grudnia 1920 województwa: krakowskie, lwowskie, stanisławowskie i tarnopolskie. Jezupol został włączony do powiatu stanisławowskiego województwa stanisławowskiego. 1 sierpnia 1934 dokonano nowego podziału powiatu na gminy wiejskie. Miasteczko zostało siedzibą Gminy Jezupol.
Od września 1939, kiedy miasteczko dostało się pod okupację wojsko sowieckie, włączono je w granice Związku Radzieckiego. Władza komunistyczna zmieniła nazwę miasteczka na Żowteń (ukr. Жовтень – oznacza miesiąc październik, kojarzony z rewolucją 1917). W 1944 dominikanie opuścili Kościół i wyjechali do Polski, zabierając ze sobą najbardziej cenną własność kościelną, łącznie z cudownym obrazem Matki Boskiej. Kościół został przeznaczony przez władzę sowiecką na magazyn obrony cywilnej.
Wg spisu niemieckiego w czasie II wojny światowej, w 1943 liczba ludności wynosiła 3416. W latach 1943–1944 nacjonaliści ukraińscy z OUN-UPA zamordowali tutaj 24 Polaków.
Po odzyskaniu niepodległości przez Ukrainę w 1991 miasteczko z powrotem zmieniło nazwę na Jezupol. Decyzją Rady Najwyższej Ukrainy w dniu 9 lipca 2003 oficjalnie przywrócono pierwotną nazwę Jezupol (de facto wcześniej od 1991).
Katolikom w 2003 zwrócono Kościół, który był w bardzo złym stanie. Po kilku latach udało się wyremontować budowlę.
Pod koniec lipca 2008 Jezupol ucierpiał od wielkiej powodzi.
Miasteczko jest znane ze słynnej hodowli koni w Stadninie koni w Jezupolu.

## Zabytki
- zamek[20] wybudowany w XVI–XVII w., teraz w tym miejscu znajduje się kościół dominikański
- kościół Wniebowzięcia Najświętszej Marii Panny (zamiast[21] zbudowanego ok. 1646[22]); wcześniej istniał tu obronny klasztor dominikański założony przez Jakuba Potockiego w 1598;
- cerkiew greckokatolicka, ponownie wybudowana w 1902;
- pałac, w którym mieszkał ostatni właściciel Jezupola hrabia Wojciech Dzieduszycki jun. wraz z rodziną; został wybudowany jako dwór w 1840 przez Kajetana Jana Dzieduszyckiego. W 1894  Władysław Dzieduszycki przebudował dwór na reprezentacyjny pałac, który został spalony w 1914 ; później odbudowany w 1925[23]. Obecnie w pałacu znajduje się sanatorium dla dzieci z zaburzeniami nerwowymi.

## Znane osoby
- Jan II Kazimierz Waza, król Polski, był w mieście podczas pogrzebu hetmana Mik. Potockiego
- Wojciech Dzieduszycki (ur. 13 VII 1848 w Jezupolu k. Stanisławowa, zm. 23 III 1909 w Wiedniu) – hrabia, konserwatywny polityk galicyjski, dramato- i powieściopisarz, tłumacz, krytyk literacki, publicysta, filozof. Studiował we Lwowie, był prezesem organizacji studenckiej „Ognisko”. Gospodarował w Olszanicy w pow. tłumackim, potem w Jezupolu. Poseł na sejm galicyjski, zastępca prezesa Koła Literacko-Artystycznego we Lwowie. Profesor nadzwyczajny na Uniwersytecie Lwowskim
- Wojciech Dzieduszycki hrabia, polski aktor, śpiewak, dyrygent, dziennikarz, autor tekstów kabaretowych, działacz kulturalny, recenzent muzyczny i teatralny oraz inżynier. Od lat czterdziestych XX wieku współpracownik UB, a później SB. Urodził się 5 czerwca 1912 w Jezupolu, zmarł 2 maja 2008 we Wrocławiu.
- Maria Teresa Jasionowicz - ur. w 1930 w Jezupolu, córka osadnika wojskowego, w 1940 zesłana wraz z rodziną do Kazachstanu, od 1948 w Anglii, w latach 1991 - 2001 przełożona generalna zgromadzenia sióstr nazaretanek, autor wspomnień "Pamiętam… i nie pamiętam"[24].
- Most na Dniestrze – na północnym brzegu zachowało umocnienie austriackie, którego górną kondygnację w 1937 rozebrano, a dolną silnie zmodernizowano, wbudowując do niego żelbetową basztę, zwieńczoną kopułą pancerną (6 ckm w strzelnicach ściennych + 2 ckm do ognia p-lot). Na jednym z filarów nurtowych stał mały schron dla 1 ckm – zwalony do rzeki podczas wysadzenia mostu w 1944 (zachował się jednak w całości i widać go podczas niskiego stanu wody). Na brzegu południowym zachowała się unikatowa w skali całej polskiej fortyfikacji okresu międzywojennego, żelbetowa baszta, mogąca strzelać na wszystkie strony (4 ckm w strzelnicach ściennych + 1 ckm do ognia p-lot). W czasach austriackich most posiadał własną kompanię ochrony, dla której koszary pobudowano w Jezupolu (istnieją do dziś). W okresie międzywojennym uwagę na most zwrócił lwowski inspektor armii, gen. Kazimierz Fabrycy i z jego inicjatywy w 1937 przeprowadzono modernizację umocnień, według projektu i pod kierownictwem kpt. sap. Jana Wysoczańskiego.